# مارك يانسون
مارك يانسون هو لاعب هوكي الجليد كندي، ولد في 19 مايو 1968 في سري في المملكة المتحدة.

## وصلات خارجية
- مارك يانسون على موقع دوري الهوكي الوطني (الإنجليزية)
- مارك يانسون على موقع قاعة مشاهير الهوكي (لاعب أن.إتش.أل) (الإنجليزية)
- مارك يانسون على موقع EliteProspects.com (الإنجليزية)
- مارك يانسون على موقع HockeyDB.com (الإنجليزية)
- مارك يانسون على موقع Hockey-Reference.com (الإنجليزية)